# Amy Klobuchar
Amy Jean Klobuchar, ameriška pravnica in senatorka slovenskega rodu, * 25. maj 1960, Plymouth, Minnesota.

## Družina in izobrazba
Njen praded Mihael Klobučar se je rodil na Tanči Gori v Beli krajini in je konec 19. stoletja odšel v Ameriko v Minnesoto, kjer si je našel delo kot rudar v t.i. železnem pasu (Iron Range) okoli Gornjega jezera. Njegova rojstna hiša še stoji in je še vedno v lasti Klobučarjev, le da jo uporabljajo za shranjevanje kmečkih stvari, saj so si poleg zgradili novo hišo. Vsi stari starši očeta Amy Klobuchar so v Minnesoto prišli iz Bele krajine.
Njen oče James John Klobuchar je bil športni novinar, sodelavec časopisa Star Tribune. Mati Rose Katherine, rojena Heuberger, je švicarskega rodu, po poklicu pa je bila učiteljica. Poleg Amy sta imela še mlajšo hčer Beth. Oče je imel težave z alkoholizmom in je bil pogosto odsoten od doma ter tudi večkrat aretiran zaradi vožnje pod vplivom alkohola. Ko je bila Amy stara 15 let, sta se starša ločila – na očetovo lastno pobudo. Beth je imela zaradi tega precej težav in je pustila študij, zgodaj šla od doma in se soočala še z drugimi osebnimi težavami. Amy je stik s svojim očetom v polnosti obnovila šele v 90. letih, ko je nehal piti. Starša sta se nekaj let po ločitvi spravila in ostala najboljša prijatelja, oče je naposled tudi obžaloval posledice, ki jih je njegova ločitev povzročila družini.
Študij prava na Univerzi Yale je končala z magna cum laude, nadaljevala pa na Univerzi v Chicagu, kjer je napisala tezo o gradnji Metrodoma v Minneapolisu.

## Poklicna pot
Klobuchar je bila leta 1998 izvoljena, štiri leta kasneje pa potrjena za glavno tožilko minnesotskega okraja Hennepin. V letu 2001 je bila s strani Minnesota Lawyer izbrana za odvetnico leta. V novembru 2002 je bila za eno leto predsednica okrajne odvetniške zveze Minnesote.
V letu 2006 je kandidirala za mesto v ameriškem zveznem senatu kot predstavnica Demokratske kmečko-delavske stranke Minnesote in bila z 58 % glasov dne 7. novembra vanj tudi izvoljena. Tako je postala prva izvoljena ameriška senatorka iz Minnesote.
Slovenijo je obiskala dvakrat: Leta 1980 sta jo z očetom prekolesarila, drugič pa jo je obiskala z možem Johnom Besslerjem in hčerko Abigail leta 2013. Takrat se je srečala tudi s predsednikom Borutom Pahorjem in takratno predsednico vlade Alenko Bratušek.

### Kandidatura za predsednico ZDA
10. februarja 2019 je napovedala kandidaturo na ameriških predsedniških volitvah 2020.